# Undo (sång)
"Undo" är en sång skriven av Fredrik Kempe, David Kreuger och Hamed "K-One” Pirouzpanah. Den spelades in och framfördes av Sanna Nielsen.

## Melodifestivalen 2014
"Undo" framfördes första gången av Sanna Nielsen i den andra deltävlingen av Melodifestivalen 2014 lördag 8 februari i Cloetta Center i Linköping. Låten tog sig till finalen lördag 8 mars i Stockholm. Efter omröstningen vann bidraget med 212 poäng före andraplacerade Ace Wilder med "Busy Doin' Nothin'" på 210 poäng. "Undo" fick därmed representera Sverige i Eurovision Song Contest 2014.

## Eurovision Song Contest 2014
"Undo" tilldelades startnummer fyra i den första semifinalen av Eurovision Song Contest i Köpenhamn, Danmark, tisdag 6 maj. Efter omröstningen, som avgjordes till 50 procent av tittarnas telefonröster och 50 procent av juryrösterna, redovisades Sverige som en av tio bidrag som kvalificerade till finalen lördag 10 maj. I finalen tilldelades Sverige startnummer 13. Under finalomröstningen fick sången högsta poäng (12 poäng) från Danmark, Ukraina och Rumänien. Totalt fick bidraget 218 poäng, vilket räckte till tredje plats. Efter finalen presenterades poängen från semifinalen, som visade att Sverige då fått näst mest poäng och kvalificerat sig till final som andra land. I semifinalen hade Sverige fått en toppoäng (12 poäng) från Spanien.

## Listplaceringar
"Undo" var jämte det nederländska bidraget "Calm after the Storm" den första ickevinnande sången från Eurovision Song Contest som tog sig in på den australiska ARIA-listan sedan 1996, då brittiska Gina G med "Ooh... Aah... Just a Little Bit" gick in på listan.
| Lista (2014)                | Topplacering |
| --------------------------- | ------------ |
| Australien (ARIA)           | 81           |
| Belgien (Flandern)          | 25           |
| Belgien (Vallonien)         | 12           |
| Danmark                     | 5            |
| Finland                     | 7            |
| Frankrike                   | 131          |
| Irland                      | 21           |
| Nederländerna               | 21           |
| Schweiz                     | 11           |
| Storbritannien              | 40           |
| Sverige (Sverigetopplistan) | 2            |
| Sverige (Digilistan)        | 1            |
| Sverige (Svensktoppen)      | 1            |
| Tyskland                    | 32           |
| Österrike                   | 12           |